# Канатная передача
Канатная передача — способ передачи механической энергии без значительной потери на большие расстояния при помощи проволочного каната, который был подробно описан в 1850 году французским инженером и физиком Густавом Адольфом Гирном и получил широкое распространение благодаря относительной простоте и дешевизне по сравнению с ременным и прочими приводами. Канат перебрасывается через два или большее число шкивов, причём необходимое натяжение для правильного действия передачи производится собственною тяжестью каната. Если же передача длинная, то приходится подпереть канат в промежуточных точках.

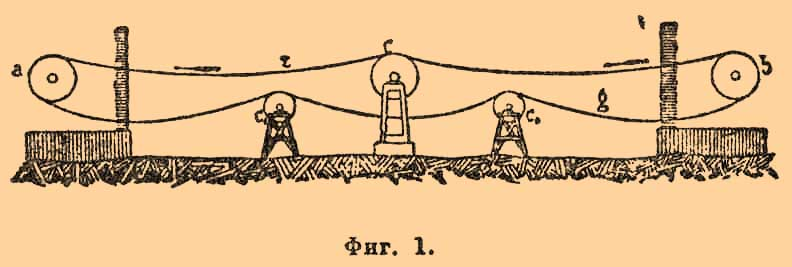
Рисунок № 1

На рисунке № 1 изображена канатная передача для расстояния между шкивами до 120 метров. От шкива а движение передаётся при помощи проволочного каната r шкиву b, а для уничтожения провеса канат подпирается в трёх точках поддерживающими шкивами с, с1 и с2. Для простой канатной передачи диаметр каната исчисляется по формуле: d = 8δ, где δ — толщина одной проволоки, предполагая, что канат составлен из шести прядей с пеньковым сердечником посредине, а каждая прядь из шести проволок, которые в свою очередь окружают тонкую пеньковую сердцевину; диаметр же проволоки δ может быть определён из формулы:
где P — передаваемое усилие, отнесённое к окружности шкива, в килограммах, m — число проволок каната (36) и k — натяжение проволок, соответствующее провесу верхней половины каната. 
Скорость движения каната наиболее выгодная: для больших усилий от 25 до 32, а для малых от 5 до 10 метров в секунду. Диаметр шкивов не должен быть меньше 1666 δ. 

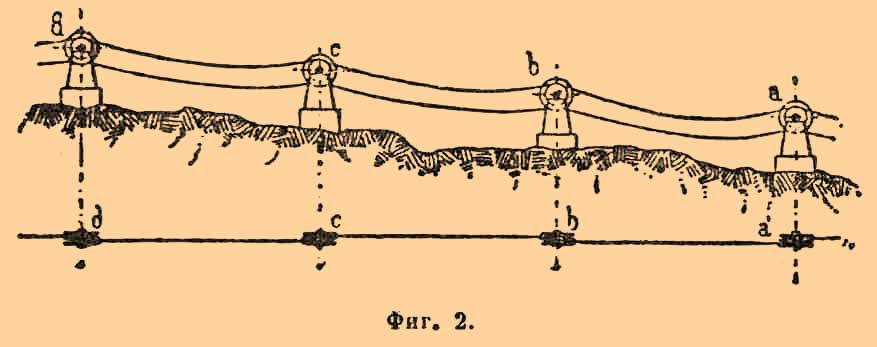
Рисунок № 2

Если необходимо передать движение на расстояние более 120 метров, то приходится употребляют сложную передачу, помощью системы нескольких канатов, изображённой на рисунке № 2. Вместо поддерживающих шкивов здесь применяются двойные шкивы, то есть с двумя желобами по окружности обода, так что передача составляется из ряда отдельных коротких канатных передач. На рисунке показаны четыре передаточные станции: а, b, с и d. Жёлоба шкивов соответствуют толщине каната и часто выкладываются деревом, кожей, гуттаперчей или просмолёнными нитками. Концы каната соединяются в сплетень, то есть каждый конец несколько разматывают и, вырезав часть пенькового сердечника, сплетают взаимно все проволоки.
Пик использования канатных передач пришёлся на конец XIX — начало XX века, но из-за низкого коэффициента полезного действия ныне они применяются довольно редко, будучи почти повсеместно заменены электроприводами.